# Инагаки, Хироси
Хироси Инагаки (яп. 稲垣 浩 Инагаки Хироси, 30 декабря 1905 — 21 мая 1980) — японский кинорежиссёр; режиссёр фильма «Самурай: Путь воина», получившего в 1956 году Премию «Оскар» за лучший иностранный фильм.

## Биография
Родился в Токио в семье актёра театра симпа (яп. 新派). Карьеру в кинематографе Хироси Инагаки начал ещё в детстве в качестве актёра, снявшись, в самом рассвете японского кино, в многочисленных немых фильмах в киностудии Никкацу. Желая стать режиссёром, он присоединился к киностудии Тиэдзо Катаоки Тиэдзо Продакшн и дебютировал в 1928 году с фильмом «Мир на земле» (яп. 天下太平記 Тэнка тайхэйки). Вернувшись в Никкацу, он продолжал создавать дзидайгэки, принимал участие в группе молодых кинорежиссёров Наритаки вместе с Садао Яманакой и Фудзи Яхиро, совместно с которыми написал сценарии под псевдонимом Кимпати Кадзивара. Как и другие из группы, Инагаки был известен своими живыми фильмами в жанре тямбара.
Инагаки был режиссёром 109 фильмов, написал сценарии к 67 фильмам.
Умер 21 мая 1980 года.

## Избранная фильмография

### Режиссёр
- Tenka taiheiki (яп. 天下太平記) (1928)
- Путешествие длиной в тысячу и одну ночь (股旅千一夜) (1936)
- Празднество за морем (海を渡る祭礼) (1941)
- Жизнь Мухомацу (яп. 無法末の一生) (1943)
- Огненные знаки Шанхая (яп. 狼火は上海に揚る 春江遺恨) (1944)
- Корабль пиратов (1951)
- Бродяги Сэнгоку (яп. 戦国無頼) (1952)
- Самурай. Трилогия
  - Самурай: Путь воина (яп. 宮本武蔵) (1954)
  - Самурай 2: Дуэль у храма (яп. 続宮本武蔵 一乗寺の決闘) (1955)
  - Самурай 3: Поединок на острове (яп. 決闘巌流島) (1956)
- The Lone Journey (яп. 旅路) (1955)
- Буря (яп. 嵐) (1956)
- Повесть о клане Ягю: Искусство ниндзя (яп. 柳生武芸帳) (1957)
- Жизнь Мухомацу (яп. 無法末の一生) (1958)
- Ниндзицу. Секретные свитки клана Ягю 2 (яп. 柳生武芸帳 双龍秘剣) (1958)
- Рождение Японии (яп. 日本誕生) (1959)
- Самурайская сага (яп. 或る剣豪の生涯) (1959)
- Повесть о замке в Осаке (яп. 大阪城物語) (1961)
- 47 ронинов (1962)
- Знамёна самураев (яп. 風林火山) (1968)
- Засада в ущелье смерти (1970)

### Продюсер
- Буря (1956)
- Знамёна самураев (1968)
- Синсэнгуми (яп. 新選組) (1969)

### Сценарист
- Самурай: Путь воина (яп. 宮本武蔵) (1954)
- Самурай 2: Дуэль у храма (яп. 続宮本武蔵 一乗寺の決闘) (1955)
- Самурай 3: Поединок на острове (яп. 決闘巌流島) (1956)
- Повесть о клане Ягю: Искусство ниндзя (яп. 柳生武芸帳) (1957)
- Жизнь Мухомацу (яп. 無法末の一生) (1958)
- Ниндзицу. Секретные свитки клана Ягю 2 (яп. 柳生武芸帳 双龍秘剣) (1958)
- Самурайская сага (яп. 或る剣豪の生涯) (1959)
- Повесть о замке в Осаке (яп. 大阪城物語) (1961)
- Дикий Гоэмон (1966)

### Актёр
- Yoru (1923)
- Золотое яйцо (1952)

## Премии
1956 Премия «Оскар» за лучший фильм на иностранном языке «Самурай: Путь воина»
1958 XIX Венецианский кинофестиваль «Золотой лев» («Жизнь Мухомацу»)